# Кларк, Челси
Челси Кларк (англ. Chelsea Clark, родилась 5 мая 1998 года) — канадская актриса, получившая известность благодаря ролям Эсме Сонг в сериале «Деграсси: Новый класс» и Норы в сериале от Netflix «Джинни и Джорджия».

## Ранние годы
Челси училась в Университете Торонто. Она принимала участие в международных соревнованиях по гребле на драгонботах (англ. dragon boat).

## Карьера
Челси дебютировала на телевидении в 2010 году, исполнив эпизодическую роль в сериале «Копы-новобранцы», а в 2011 году сыграла Стейси в телесериале «Жизнь с парнями».
С 2016 по 2017 год она исполняла одну из главных ролей Эсме Сонг в четырёх сезонах канадского телесериала «Деграсси: Новый класс».За участие в этом проекте Челси была номинирована на премию Joey Awards 2017 в категории «Лучшая актриса регулярного или ведущего состава в телесериале в возрасте 16 лет и старше». В том же году она получила премию Joey Awards в номинации «Лучшая актриса в короткометражном фильме» за участие в короткометражном фильме «Blue Heart Emoji».
В 2019 году Челси присоединилась к актёрскому составу комедийного веб-сериала «Tokens». Проект был номинирован на премию ACTRA Toronto Awards в категории «Лучший актёрский ансамбль» на 18-й церемонии вручения наград.
В 2021 году Челси исполнила роль Норы в телесериале производства Netflix «Джинни и Джорджия». После выхода второго сезона сериал стал самым просматриваемым проектом на платформе Netflix в период с января по июнь 2023 года, набрав в общей сложности 967,2 миллиона часов просмотров. В мае 2023 года стало известно о продлении сериала на третий и четвёртый сезоны. Премьера третьего сезона запланирована на 5 июня 2025 года; проект входит в число самых ожидаемых телешоу 2025 года.
Челси исполнила главную роль в триллере «The Protector» режиссёра Ленина М. Сивама. Премьера фильма состоялась 28 июля 2022 года.
В 2022 году исполнила одну из главных ролей в мини-сериале «Ezra». Помимо актёрской работы, она также выступила продюсером, сценаристом и режиссёром проекта.

## Фильмография
| Год  | Название             | Роль     | Примечания             |
| ---- | -------------------- | -------- | ---------------------- |
| 2017 | Blue Heart Emoji     | Она      | Короткометражный фильм |
| 2018 | Greta Follows Rivers | Саша     | Короткометражный фильм |
| 2019 | Resolve              | Элли     | Короткометражный фильм |
| 2022 | The Protector        | Эвелин   | Фильм                  |
| 2024 | Scared Shitless      | Патрисия | Фильм                  |

## Телевидение
| Год                  | Название              | Роль           | Примечания                                |
| -------------------- | --------------------- | -------------- | ----------------------------------------- |
| 2010                 | Копы-новобранцы       | Дхара Сингх    | Сезон 1, серия 7: «Горячо и обеспокоенно» |
| 2011                 | Жизнь с парнями       | Стейси         | 3 эпизода                                 |
| 2015                 | The Stanley Dynamic   | Челси          | 5 серий                                   |
| 2016–2017            | Деграсси: Новый класс | Эсме Сонг      | Главная роль; 28 серий                    |
| 2018                 | Добрая ведьма         | Кэти           | Сезон 4, серия 6: «Игра в совпадения»     |
| 2019                 | Tokens                | Рокси          | 4 эпизода                                 |
| 2021                 | Кунг-фу               | Хлоя Сунг      | 3 эпизода                                 |
| 2021–настоящее время | Джинни и Джорджия     | Нора           | 18 серий                                  |
| 2022                 | Хадсон и Рекс         | Имари Джонсон  | Сезон 4, серия 9: «Синдром Импоустера»    |
| 2022                 | Ezra                  | Кайло Констайн | 5 серий                                   |

## Награды и номинации
| Год  | Награда      | Категория                                                                                | Номинированная работа | Результат    | Ссылка. |
| ---- | ------------ | ---------------------------------------------------------------------------------------- | --------------------- | ------------ | ------- |
| 2017 | Joey Awards  | Лучшая актриса в короткометражном фильме                                                 | Blue Heart Emoji      | Выиграла     | [ 7 ]   |
| 2017 | Joey Awards  | Лучшая актриса регулярного или ведущего состава в телесериале в возрасте 16 лет и старше | Деграсси: Новый класс | Номинирована | [ 7 ]   |
| 2019 | ACTRA Awards | Лучший ансамбль (общий)                                                                  | Tokens                | Номинирована | [ 10 ]  |